# Prunus carduchorum
Prunus carduchorum är en rosväxtart som först beskrevs av Joseph Friedrich Nicolaus Bornmüller, och fick sitt nu gällande namn av Robert Desmond Meikle. Prunus carduchorum ingår i släktet prunusar, och familjen rosväxter. Inga underarter finns listade i Catalogue of Life.